# Rosalind Russell
Rosalind Russell (Waterbury (Connecticut), 4 juni 1907 - Beverly Hills (Californië), 28 november 1976) was een Amerikaanse actrice.
Russell had zeven broers en zussen. Zij ging naar een katholieke school en studeerde drama op de universiteit. 

Russell begon in 1934 in films te spelen en had tegenspelers, zoals Joan Crawford en Jean Harlow. Vanaf 1953 ging ze ook op Broadway acteren. 

Op 25 oktober 1941 trouwde zij met Frederick Brisson. Ze kregen een zoon, Lance. Ze stierf op 69-jarige leeftijd aan borstkanker.

## Filmografie
- Biblioteca Nacional de España: XX1167869
- Bibliothèque nationale de France: cb140433243 (data)
- Gemeinsame Normdatei: 132278723
- International Standard Name Identifier: 0000 0001 2143 2580
- Library of Congress Control Number: n87117633
- MusicBrainz: 98abd69e-c247-49af-93ea-0f133369e797
- Nationale Bibliotheek van Tsjechië: xx0246919
- Nationale bibliotheek van Australië: 35715449
- Nationale Bibliotheek van Israël: 987007435256005171
- Nederlandse Thesaurus van Auteursnamen: 31785593X
- SNAC: w6wq09fp
- Système universitaire de documentation: 104516232
- Virtual International Authority File: 90641372
- WorldCat: E39PBJvRYJcJjqD9m4ThdxyWXd